# バイリンガル教育

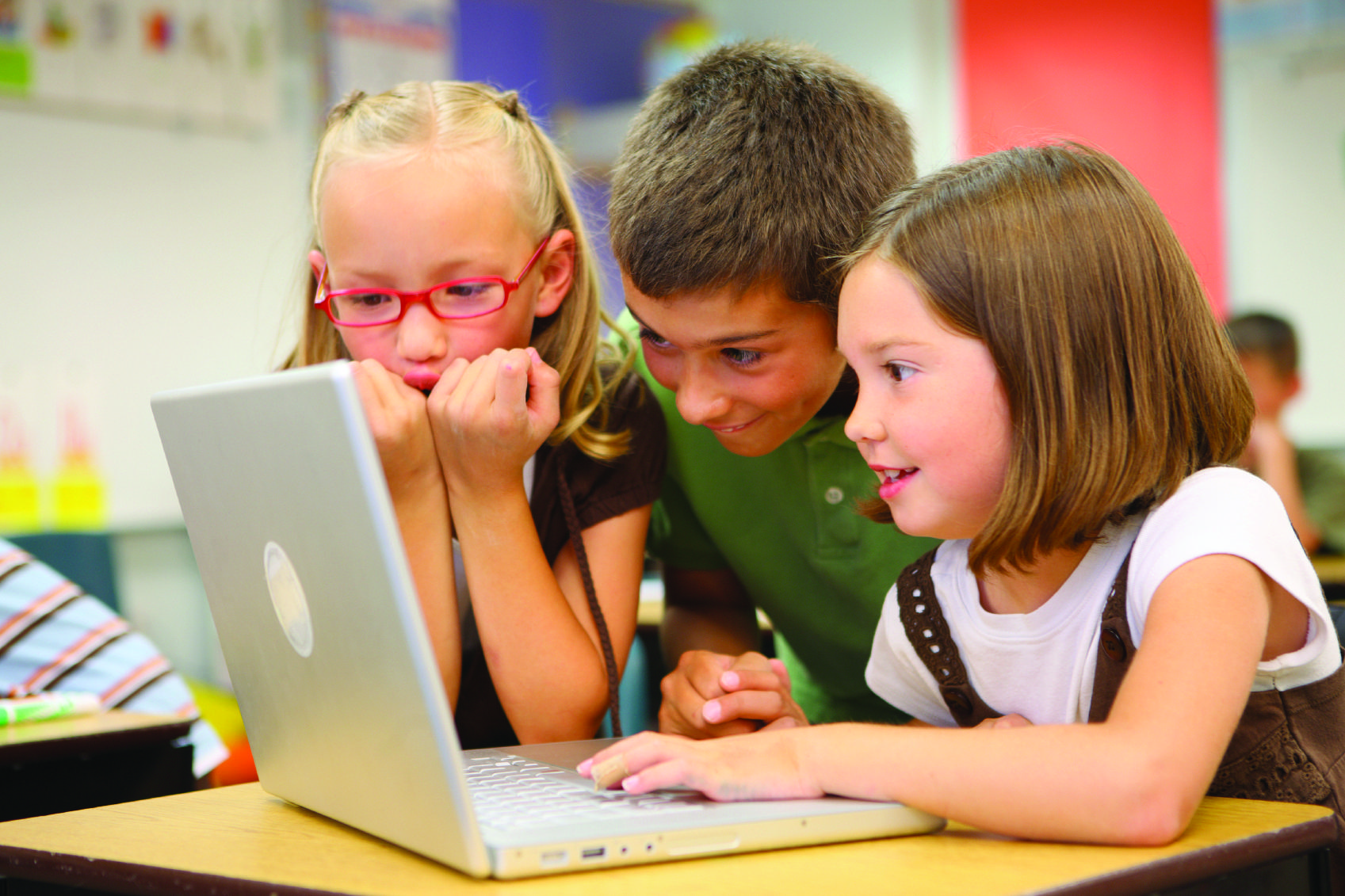
学校の子どもたち

バイリンガル教育（バイリンガルきょういく）は、プログラムモデルに従い、2つの言語を様々な量で用いながら、2言語で教科内容を教えることを意味する。2つの言語を生徒への指導や学校カリキュラムの一部または全体の手段として利用することを意味し、単に第二言語を教科として教えることとは異なる。

## バイリンガル教育の重要性

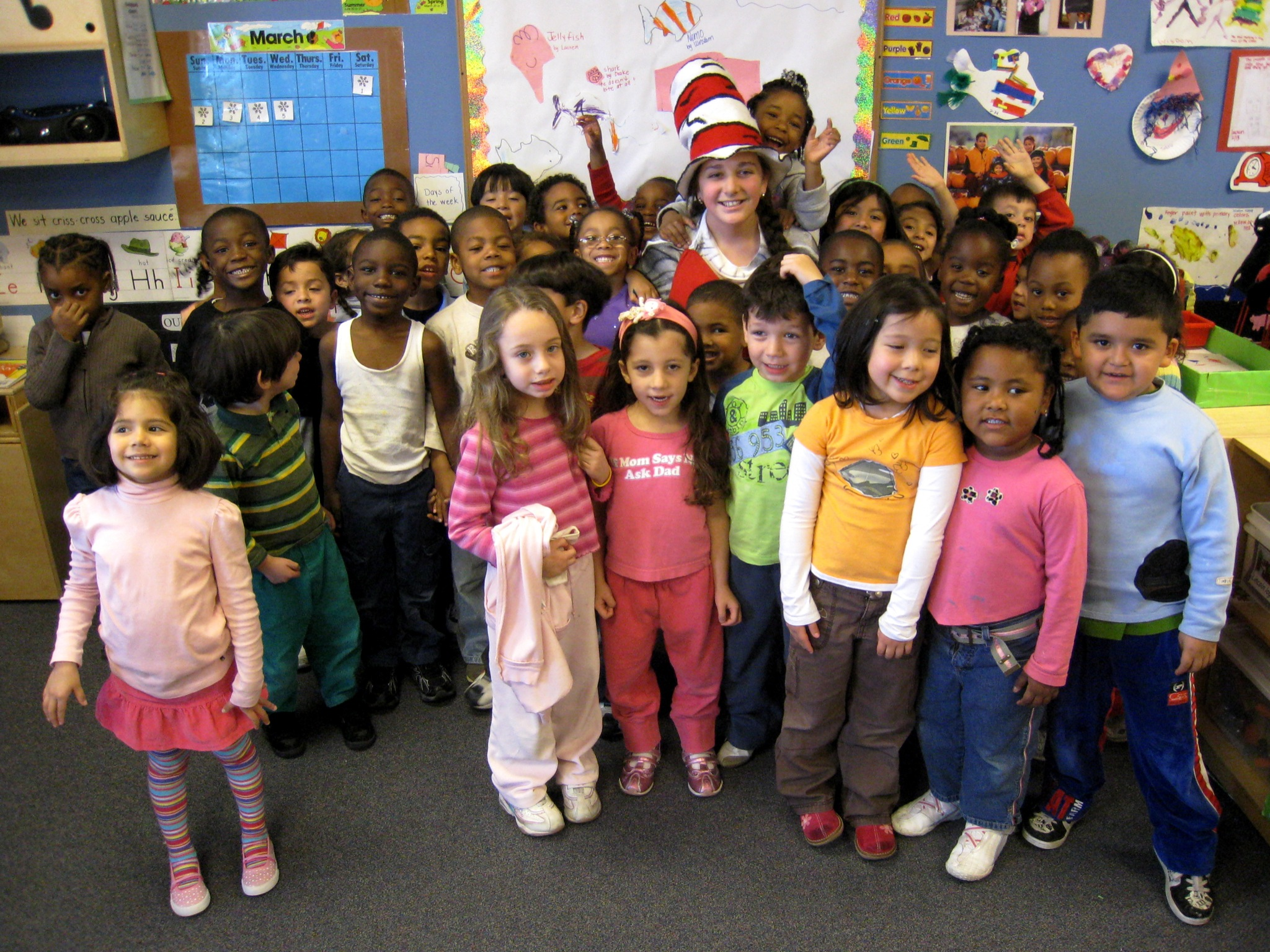
子どもたちのバイリンガル演劇、ドクター・スースの日

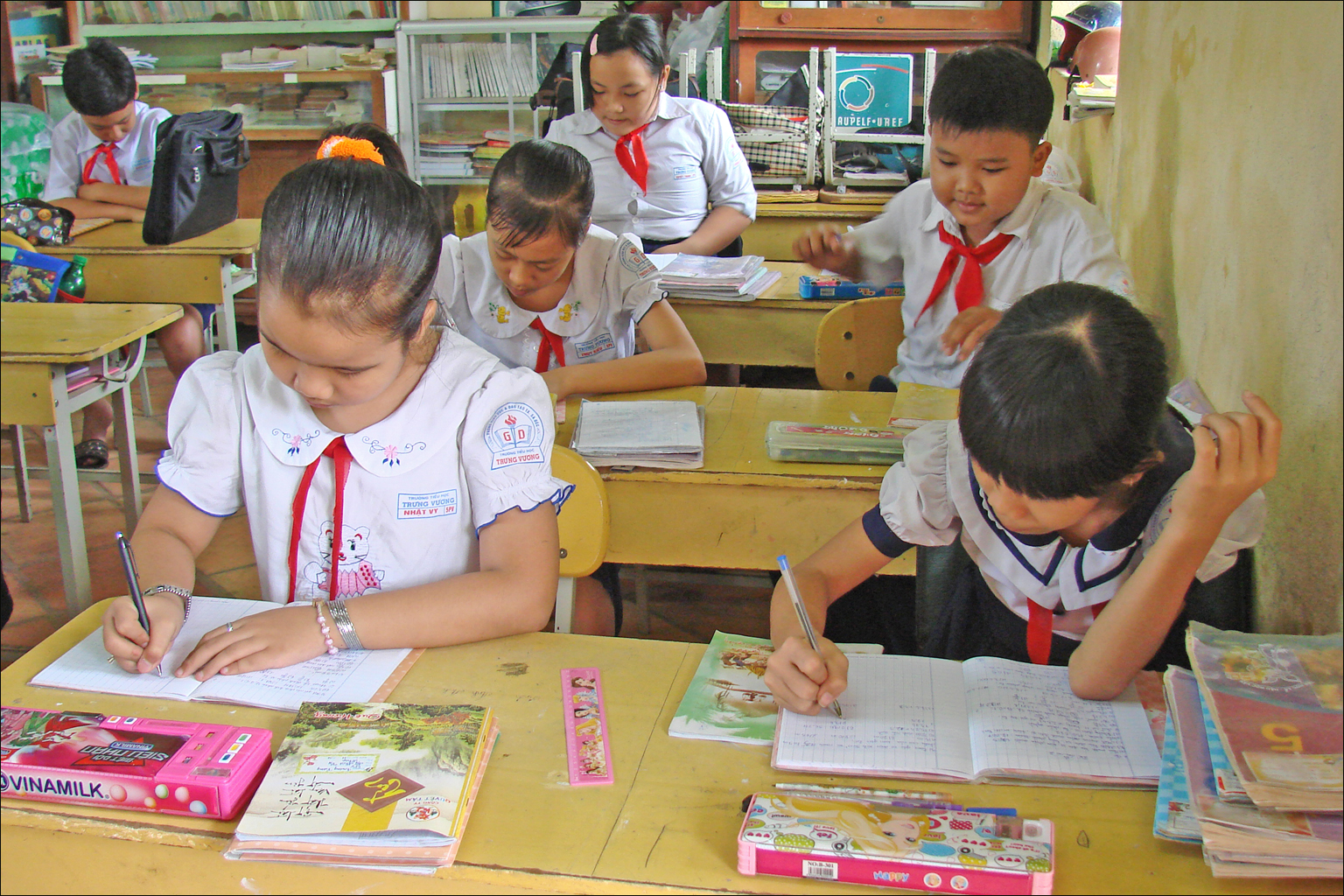
フランス語で意思疎通をするバイリンガルのチュン・ウオン学校

バイリンガル教育は、教育者には、学習者が第一言語と第二言語の両方における熟練と読み書きを身につける「バイリンガル能力への道筋」としてみなされている。これにより、学習者にとっては第一言語と第二言語に熟練し、読み書きの能力を発達させることが可能となる。2つの言語能力を持つことにより、生徒が他の共同体の人々とコミュニケーションを取る機会が広がると信じられている。
バイリンガル教育のもう一つの利点は、生徒に自分の第一言語の知識や技能を発揮する機会を与えることになるため、「平等な教育の推進 」と「成績不振の原因ではなく、治療法」になることだ。生徒の第一言語が評価され、学習のための手段として使われれば、それは、学習者の自尊心や「アイデンティティの肯定」にも良い影響をもたらす。
バイリンガル教育は、新しい言語学上の考え方を導入し、家庭で使用されている言語を保持するだけでなく、文化や言語の多様性を促進する。これにより、積極的な文化間コミュニケーションが可能となる。これは、文化や言語の違いのよりよい理解に繋がりうる。ベーカーとライト（2017）は、「2言語バイリンガル学校の子どもたちは、より寛容で、品行方正で、感受的で、立場が平等になる可能性が高い。本物の文化横断的友情が育ち、固定観念や差別の問題が減少するだろう」と指摘している。また、国際バカロレア機構の公式言語政策（2014）でも、2言語以上を生徒が話すインターナショナルスクールでは、「異文化間の認識、国際感覚、地球市民としてのあり方の育成の重要性が強調されている」。その他のバイリンガル教育の利点として、認知行動能力の向上が考えられており、「とりわけ、遂行機能段階や作業記憶によって制御される複雑な仕事の遂行における認知能力」の改善や、世界中での就職や教育の機会の増加といった経済的な利点がある。 
2020年に厳密な学術誌である季刊実験心理学雑誌から概ね質の高いエビデンスをメタ分析した結果、バイリンガル実行機能仮説の優位性の発生率は非常に低いことがわかった。 

## バイリンガル教育モデル

### 移行期バイリンガル教育
英語圏における移行期バイリンガル教育は、英語を学んでいる間に、数学、理科、社会などの教科領域で遅れをとらないように、第一言語で教育を行うことを意味する。子どもの英語力が十分であるとみなされれば、英語オンリー（EO）の環境へ移行することができる。第一言語で学んだスキルの多くは、後に容易に第二言語へ移行できることが研究により示されている。このようなプログラムの言語的な目標は、生徒が英語だけで教育を受ける通常の教室に移行できるようにすることである一方で、生徒の第一言語での読み書き能力を伸ばし、学問的知識を習得するための手段として使うことは、子供の第一言語の衰えを防ぐことにもなりうる。このプログラムモデルは、アメリカの公立学校でよく使われている。

## 効果

### 共感性
心の理論は、信念、願望、他人の考えを理解するのに役立つので、共感と関連している。バイリンガルの園児とモノリンガルの園児を対象に心の理論について調査している研究者は、バイリンガルの園児はモノリンガルの園児に比べ、誤信念課題を有意に高い成績で達成したことが分かった。

### 学識
研究者は、オレゴン州ポートランドで、2言語イマージョンプログラムの生徒は、英語の読み書きの能力が同年齢の生徒より優れていることを発見した。

### 注意力
多くの研究は、バイリンガルの子どもは遂行機能が優れている傾向があることを示している。この能力は、しばしば、衝動の抑制や切り替えを必要とする課題によって測定されている。バイリンガルの子どもたちは、基本的に、気が散ることなく飽きずに、より長い間、注意力を持続することができ、一つの課題から別の課題への切り替えに長けている。

### 学校の成績と学習意欲
研究者のウェイン・トーマスとヴァージニア・コリアーは、15の州で学校プログラムの評価調査を行った。その結果、2言語の学級に在籍する生徒は、英語のみの学級に在籍する生徒よりも、出席率、行動、保護者の関与に関して良い成果を上げていることがわかった。

## 関連文献
- Anderson, Barbara A., and Brian D. Silver, "Equality, Efficiency, and Politics in Soviet Bilingual Education Policy, 1934–1980." American Political Science Review, Vol. 78, No. 4 (December 1984), pp. 1019–1039
- Baldauf, R.B. (2005). Coordinating government and community support for community language teaching in Australia: Overview with special attention to New South Wales. International Journal of Bilingual Education and Bilingualism, 8 (2&3): 132–144
- Carter, Steven (November 2004). "Oui! They're only 3." Oregon Live.com
- Crawford, J. (2004). Educating English Learners: Language Diversity in the Classroom (5th edition). Los Angeles: Bilingual Educational Services (BES).
- Cummins, J. & Genzuk, M. (1991). Analysis of Final Report: Longitudinal Study of Structured English Immersion Strategy, Early Exit and Late-Exit Transitional Bilingual Education Programs for Language-Minority Children. USC Center for Multilingual, Multicultural Research.
- Dean, Bartholomew (ed.) (2004), "Indigenous Education and the Prospects for Cultural Survival", Cultural Survival Quarterly, (27) 4.
- del Mazo, Pilar (2006). "The Multicultural Schoolbus: Is Bilingual Education Driving Our Children, and Our Nation, Towards Failure?" [2006 Education Law Consortium].  The article is available at: https://web.archive.org/web/20160303214202/http://www.educationlawconsortium.org/forum/2006/papers/delMazo2006_1.pdf
- Dutcher, N., in collaboration with Tucker, G. R. (1994). The use of first and second languages in education: A review of educational experience. Washington, DC: World Bank, East Asia and the Pacific Region, Country Department III.
- Gao, Helen. (November 2004). "Fight over bilingual education continues." The San Diego Union-Tribune.
- Gonzalez, A. (1998). Teaching in two or more languages in the Philippine context. In J. Cenoz & F. Genesee (Eds.), Beyond bilingualism: Multilingualism and multilingual education (pp. 192–205). Clevedon, England: Multilingual Matters.
- Grimes, B. F. (1992). Ethnologue: Languages of the world Dallas, TX: Summer Institute of Linguistics.
- Hakuta, K. (1986).Mirror of language: The debate on bilingualism. New York: Basic Books.
- Harris, S. G. & Devlin, B. C. (1996). "Bilingual programs involving Aboriginal languages in Australia". In Jim Cummins and David Corso (eds), Encyclopedia of language and education, vol 5, pp. 1–14. Dordrecht: Kluwer Academic Publishers.
- Hult, F.M.  (2012). Ecology and multilingual education. In C. Chapelle (Gen. Ed.), Encyclopedia of applied linguistics (Vol. 3, pp. 1835-1840).  Malden, MA: Wiley-Blackwell.
- Kalist, David E. (2005). "Registered Nurses and the Value of Bilingualism." Industrial & Labor Relations Review, 59(1): 101–118.<http://digitalcommons.ilr.cornell.edu/ilrreview/vol59/iss1/6/>
- Kloss, Heinz (1977, reprinted 1998). The American Bilingual Tradition. (Language in Education; 88) McHenry, IL: Center for Applied Linguistics and Delta Systems. ISBN 1-887744-02-9
- Parrish, T.; Perez, M; Merickel, A.; and Linquanti, R.(2006). "Effects of the Implementation of Proposition 227 on the Education of English Learners, K-12, Findings from a Five-Year Evaluation: Final Report." Washington, DC: AIR and San Francisco: WestEd. The complete report is available free at http://www.WestEd.org/cs/we/view/rs/804. An abbreviated, more accessible summary of the findings is available at http://www.WestEd.org/cs/we/view/rs/825
- Seidner, Stanley S.(1981–1989) Issues of Language Assessment. 3 vols. Springfield, Il.: State Board of Education.
- Summer Institute of Linguistics. (1995). A survey of vernacular education programming at the provincial level within Papua New Guinea. Ukarumpa, Papua New Guinea: Author.
- Swain, M. (1996). Discovering successful second language teaching strategies and practices: From program evaluation to classroom experimentation." Journal of Multilingual and Multicultural Development, 17," 89-104.
- Thomas, W. P., & Collier, V. P. (1997). Two languages are better than one. Educational Leadership, 55(4), 23–26.